# Вознесение Марии (картина Гверчино)
«Вознесение Марии» — картина итальянского художника Гверчино из собрания Государственного Эрмитажа в Санкт-Петербурге.
Картина иллюстрирует раннехристианскую легенду, рассказанную в апокрифическом «Сказании об успении святой Богородицы», приписываемом Иоанну Богослову, и в «Золотой легенде» Иакова Ворагинского. На картине изображены апостолы, собравшиеся возле гроба Девы Марии, а сама Мария в это время, согласно католическому канону, возносится «с телом и душой» на небо в сопровождении ангела и путти.
Картина написана около 1623 года по заказу графа Алессандро Танари и более двухсот лет хранилась в семье Танари. В 1841 году картина была приобретена российским уполномоченным в Риме П. И. Кривцовым по распоряжению императора Николая I для Эрмитажа, причём итальянский писатель и историк искусства Гаэтано Джордани высказывал сожаление, что Италия утратила «столь значительное произведение знаменитейшего художника». В 1842 году картина была доставлена в Санкт-Петербург и с тех пор находится в Эрмитаже, экспонируется в здании Нового Эрмитажа в зале 237 (Малый Итальянский просвет).

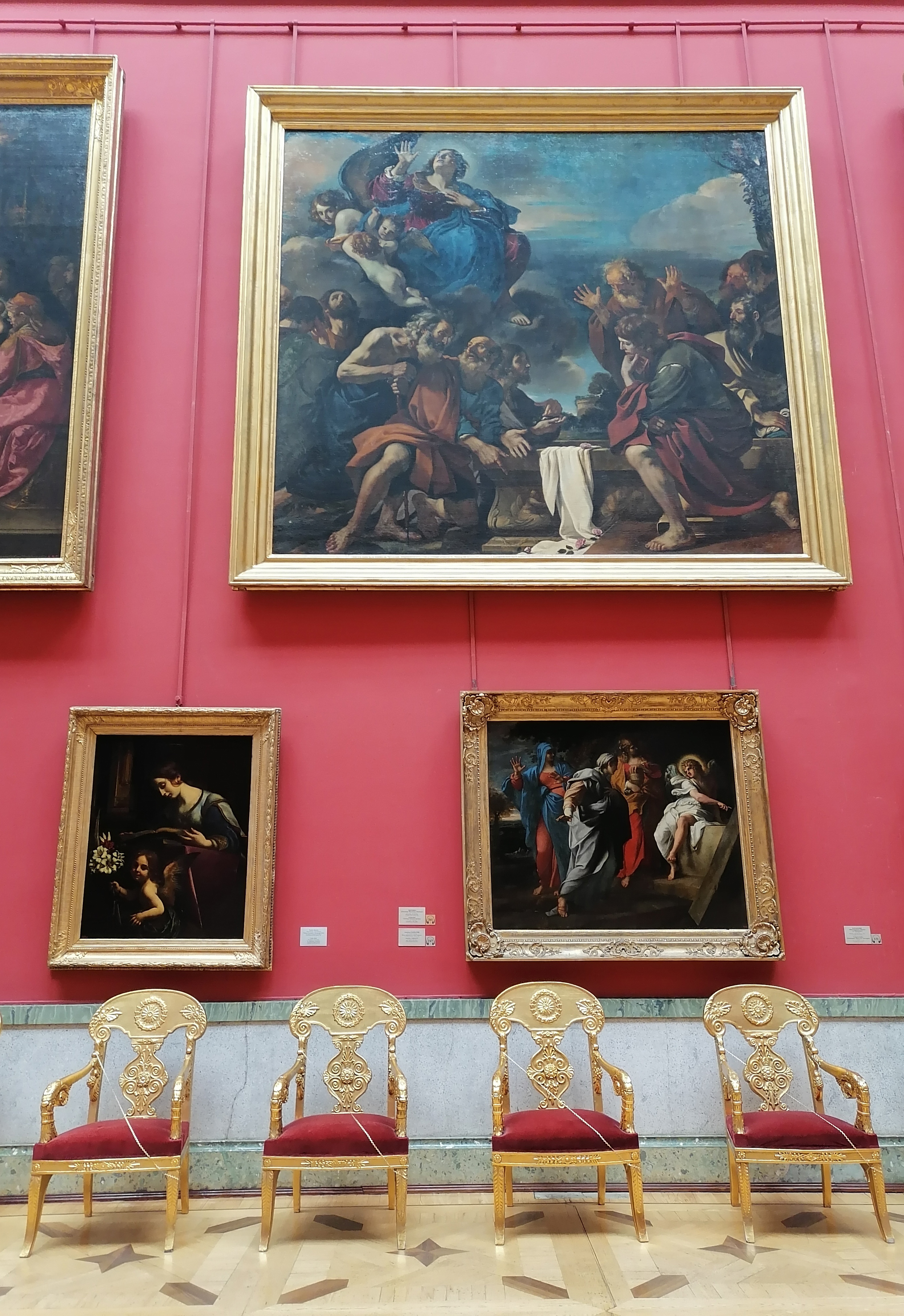
Картина в Малом итальянском просвете Нового Эрмитажа

В литературе отмечалось стилистическое сходство «Вознесения Марии» с другой работой Гверчино, «Погребение святой Петрониллы» (Капитолийские музеи в Риме). Изображение старцев имеет сходство с персонажами картины Гвидо Рени «Вознесение Марии», написанной в 1617 году и находящейся в церкви Сант-Амброджо в Генуе, а один из персонажей Гверчино тождественен его же «Святому Матфею» из дрезденской Галереи старых мастеров.
Изображение святого Иоанна Богослова (сидит справа на переднем плане в красном плаще) с картины неоднократно копировалось: известна старинная копия в Галерее Дориа-Памфили в Риме, причём некоторое время она считалась эскизом работы самого Гверчино; в Ватиканской пинакотеке имеется копия, снятая с эрмитажного полотна незадолго до отправки его в Россию; ещё одна старинная копия проходила на аукционе Кристис в Лондоне 25 октября 1985 года.